# 道路局
道路局（どうろきょく）は、道路の建設・管理を所掌する行政の局である（例：国土交通省道路局、静岡県交通基盤部道路局、横浜市道路局）。自治体によっては、道路部、道路建設課など呼称や階層は異なる。
本項では、国土交通省の内部部局である道路局について記述する。

## 道路局

### 沿革
- 1948年（昭和23年）7月10日 建設院地政局を母体に建設省の内部部局として設置される。
- 2001年（平成13年）1月6日 中央省庁再編により国土交通省の内部部局となる。

### 概要
- 道路局は技官の割合が高く、道路局長経験者は技監、事務次官に昇進している例も多い。道路局企画課長、高速道路課長は歴代技官が就任している。企画課は技官中心の構成となっており、企画課長ポスト経験者が地方整備局長を経て道路局長、技監、場合によっては国土交通事務次官となる事例が見られる。

### 組織
- 局長
- 次長
- 大臣官房審議官（道路局担当）
- 総務課
  - 高速道路経営管理室
  - 企画官
  - 道路企画調整官
  - 道路政策企画官
- 路政課
  - 道路利用調整室
  - 企画官
- 道路交通管理課
  - 車両通行対策室
  - 高度道路交通システム推進室
  - 道路交通企画官
  - 自動走行高度化推進官
- 企画課
  - 国際室
  - 道路経済調査室
  - 評価室
  - 道路事業調整官
  - 海外道路プロジェクト推進官
- 国道・技術課
  - 道路メンテナンス企画室
  - 国道事業調整官
- 環境安全・防災課
  - 道路交通安全対策室
  - 道路防災対策室
  - 地域道路調整官
  - 道路環境専門官
- 高速道路課
  - 高速道路事業調整官
  - 有料道路利用調整官

### 歴代道路局長
| 氏名         | 在任期間                                               | 前職                         | 後職                                     |
| ------------ | ------------------------------------------------------ | ---------------------------- | ---------------------------------------- |
| 菊池明       | 1948年（昭和23年）7月10日 - 1952年（昭和27年）7月22日  |                              | 建設技監                                 |
| 富樫凱一     | 1952年（昭和27年）7月22日 - 1958年（昭和33年）6月1日   | 道路局建設課長               | 建設技監                                 |
| 佐藤寛政     | 1958年（昭和33年）6月1日 - 1960年（昭和35年）4月30日   | 関東地方建設局長             | 退官                                     |
| 高野務       | 1960年（昭和35年）5月1日 - 1961年（昭和36年）11月1日   | 中部地方建設局長             | 建設技監                                 |
| 河北正治     | 1961年（昭和36年）11月1日 - 1962年（昭和37年）8月10日  | 北陸地方建設局長             | 土木研究所長                             |
| 平井学       | 1962年（昭和37年）8月10日 - 1963年（昭和38年）7月23日  | 警視庁総務部長               | 大臣官房長                               |
| 尾之内由紀夫 | 1963年（昭和38年）7月23日 - 1966年（昭和41年）5月1日   | 道路局次長                   | 建設技監・事務次官                       |
| 尾之内由紀夫 | 1966年（昭和41年）5月1日 - 1966年（昭和41年）6月22日   | （建設技監が道路局長兼務）   | （建設技監が道路局長兼務）               |
| 蓑輪健二郎   | 1966年（昭和41年）6月22日 - 1970年（昭和45年）6月12日  | 道路局国道第一課長           | 退官                                     |
| 高橋国一郎   | 1970年（昭和45年）6月12日 - 1972年（昭和47年）12月16日 | 道路局国道第一課長           | 建設技監・事務次官                       |
| 菊池三男     | 1972年（昭和47年）12月16日 - 1974年（昭和49年）7月16日 | 関東地方建設局長             | 建設技監                                 |
| 井上孝       | 1974年（昭和49年）7月16日 - 1976年（昭和51年）8月1日   | 東北地方建設局長             | 建設技監・事務次官                       |
| 浅井新一郎   | 1976年（昭和51年）8月1日 - 1978年（昭和53年）6月16日   | 道路局企画課長               | 建設技監                                 |
| 山根孟       | 1978年（昭和53年）6月16日 - 1980年（昭和55年）7月1日   | 中国地方建設局長             | 退官                                     |
| 渡辺修自     | 1980年（昭和55年）7月1日 - 1982年（昭和57年）6月15日   | 近畿地方建設局長             | 退官                                     |
| 沓掛哲男     | 1982年（昭和57年）6月15日 - 1984年（昭和59年）6月16日  | 東北地方建設局長             | 建設技監                                 |
| 田中淳七郎   | 1984年（昭和59年）6月16日 - 1985年（昭和60年）10月1日  | 関東地方建設局長             | 退官                                     |
| 萩原浩       | 1985年（昭和60年）10月1日 - 1987年（昭和62年）1月10日  | 近畿地方建設局長             | 退官                                     |
| 鈴木道雄     | 1987年（昭和62年）1月10日 - 1988年（昭和63年）1月12日  | 四国地方建設局長             | 建設技監・事務次官                       |
| 三谷浩       | 1988年（昭和63年）1月12日 - 1990年（平成2年）7月3日    | 北陸地方建設局長             | 建設技監・事務次官                       |
| 藤井治芳     | 1990年（平成2年）7月3日 - 1993年（平成5年）7月2日      | 中部地方建設局長             | 建設技監・事務次官                       |
| 藤川寛之     | 1993年（平成5年）7月2日 - 1995年（平成7年）6月21日     | 九州地方建設局長             | 退官                                     |
| 橋本鋼太郎   | 1995年（平成7年）6月21日 - 1996年（平成8年）7月2日     | 近畿地方建設局長             | 建設技監・事務次官                       |
| 佐藤信彦     | 1996年（平成8年）7月2日 - 1998年（平成10年）6月23日    | 中国地方建設局長             | 建設技監                                 |
| 井上啓一     | 1998年（平成10年）6月23日 - 1999年（平成11年）7月13日  | 中国地方建設局長             | 退官                                     |
| 大石久和     | 1999年（平成11年）7月13日 - 2002年（平成14年）7月16日  | 大臣官房技術審議官           | 技監                                     |
| 佐藤信秋     | 2002年（平成14年）7月16日 - 2004年（平成16年）7月1日   | 大臣官房技術審議官           | 技監・事務次官                           |
| 谷口博昭     | 2004年（平成16年）7月1日 - 2006年（平成18年）7月11日   | 近畿地方整備局長             | 技監・事務次官                           |
| 宮田年耕     | 2006年（平成18年）7月11日 - 2008年（平成20年）7月4日   | 九州地方整備局長             | 退官                                     |
| 金井道夫     | 2008年（平成20年）7月4日 - 2011年（平成23年）1月18日   | 中部地方整備局長             | 退官                                     |
| 菊川滋       | 2011年（平成23年）1月18日 - 2012年（平成24年）9月11日  | 関東地方整備局長             | 技監                                     |
| 前川秀和     | 2012年（平成24年）9月11日 - 2013年（平成25年）8月1日   | 北陸地方整備局長             | 退官                                     |
| 徳山日出男   | 2013年（平成25年）8月1日 - 2014年（平成26年）7月8日    | 東北地方整備局長             | 技監・事務次官                           |
| 深澤淳志     | 2014年（平成26年）7月8日 - 2015年（平成27年）7月31日   | 関東地方整備局長             | 退官                                     |
| 森昌文       | 2015年（平成27年）7月31日 - 2016年（平成28年）6月21日  | 近畿地方整備局長             | 技監・事務次官、内閣総理大臣補佐官       |
| 石川雄一     | 2016年（平成28年）6月21日 - 2018年（平成30年）7月31日  | 関東地方整備局長             | 退官                                     |
| 池田豊人     | 2018年（平成30年）7月31日 - 2020年（令和2年）8月1日    | 近畿地方整備局長             | 退官                                     |
| 吉岡幹夫     | 2020年（令和2年）8月1日 - 2021年（令和3年）7月1日      | 北陸地方整備局長・大臣官房付 | 技監・事務次官                           |
| 村山一弥     | 2021年（令和3年）7月1日 - 2022年（令和4年）6月28日     | 九州地方整備局長             | 内閣官房内閣審議官兼国土強靭化推進室次長 |
| 丹羽克彦     | 2022年（令和4年）6月28日 - 2024年（令和6年）7月1日     | 四国地方整備局長             | 内閣官房内閣審議官兼国土強靭化推進室次長 |
| 山本巧       | 2024年（令和6年）7月1日 - 2025年（令和7年）7月1日      | 東北地方整備局長             | 内閣官房内閣審議官（内閣官房副長官補付） |
| 沓掛敏夫     | 2025年（令和7年）7月1日 - 現職                         | 国土交通省大臣官房技術審議官 |                                          |